# رویداد باغ مدیریه
رویداد باغ مدیریه، واقعه‌ای است که در آستانهٔ جنبش مشروطه توسط اعضای کمیتهٔ ستار صورت گرفت و منجر به کشته شدن سردار افخم حاکم ایالت گیلان شد.

## پیشینهٔ سردار افخم
آقا بالا خان از دولت مردان محمد علی شاه و از مخالفان سرسخت مشروطه که در سرکوب  آزادی خواهان مشروطه‌طلب در تهران ارادت خود را به شاه به اثبات رسانده بود، به منظور سرکوب هرگونه اعتراضی در گیلان، به عنوان حاکم این ایالت برگزیده شد. وی به تدریج از عنوان «معین نظام» به «وکیل الدوله» و سپس به «سرداری» ارتقا یافت و لقب «سردار افخم» را یدک کشید.
او کسی بود که در جریان تحریم تنباکو و تحصن حاج میرزا حسن آشتیانی و معترضین در میدان ارک تهران به سوی مردم دستور شلیک داد و حدود سی تن را کشته و تعداد زیادی را زخمی‌کرد.

## شروع آزاد اندیشی درگیلان
موج بیداری مردم ایران که در اثر ظلم بیش از حد حاکمان به گیلان هم سرایت کرده بود، موجب پیدایی گروه‌های آزاد اندیشی ضد حکومت در رشت شده بود.
حاجی ملا محمد خمامی معتقد بود مشروطیت از ابداعات مردم اروپا است و در فتوایی نیز در این مورد صادر کرده بود. هنگامی که خبر دستگیری شیخ ابوالقاسم افصح المتکلمین را به حاجی خمامی دادند، او به رغم کسالت به دارالحکومه رفت و دستگیر شدن افصح را به سردارافخم تبریک گفت و اعلام کرد: «مخصوصاً آمده‌ام تا به حکم قرآن به شما بگویم افصح باید سر به نیست شود و همفکرانش تبعید شوند».
با این حال انجمنهای مبارز مختلفی در شهرهای گیلان و به ویژه رشت در حمایت از مشروطه‌خواهان تشکیل شد.

## حمله به باغ مدیریه
سردار افخم برای مقابله با شورش‌های احتمالی، دارالحکومه را به مرکز اوباش و فراشان سرکوب گر تبدیل کرده بود. به همین جهت مجاهدین گیلان از جمله اعضای کمیتهٔ ستار تصمیم گرفتند به هر وسیلهٔ ممکن سردار افخم را از بین ببرند.
مجاهدان بزمی در باغ مدیریه رشت ترتیب دادند تا سردار افخم را به دام بیفکنند. در روزی که سردار افخم در مجلس مهمانی در باغ مدیریه حضور داشت، مجاهدین گیلان از سه نقطه، نخست خانه یوسف خان (معاون دیوان)، دوم از باغ حاجی وکیل و سوم از خانه میرزا کریم خان به سمت باغ به حرکت درآمدند. سپس پانزده نفر آنان همراه معز السلطان مأمور باغ مدیریه شدند و عده‌ای هم به همراه میرزا حسین خان کسمایی و علی محمد خان تربیت به سمت دارالحکومه حرکت کردند؛ ستون سوم نیز زیرفرمان یپرم خان، مأمور پشت دارالحکومه شدند.
ستون پانزده نفری معز السلطان که در سه درشکه جای گرفته بودند، با پوشاندن اسلحه زیر عبا به محض رسیدن به ورودی باغ مدیریه با محافظان باغ درگیر شدند و دو نفرشان را به قتل رساندند و با پرتاب بمب به سوی پله‌های عمارت به داخل باغ پیش روی کردند.
معز السلطان نیز خود با «ماوزر» به تعقیب سردار افخم پرداخت. سردارافخم پس از دیدن معز السلطان به سمت دستشویی گریخت، در درگیری بین این دو معز السلطان گوشهٔ جامهٔ سرداری سردار افخم را گرفت و آن دو با هم گلاویز شدند تا آن که سردار افخم در حال گریز توسط آتش گلولهٔ یکی از گرجی‌ها نقش بر زمین شد.

## بازتاب رویداد و تاثیر بر انقلاب مشروطه
وقتی خبر کشته سردار افخم در شهر پیچید، بلافاصله دیگر گروه‌های مجاهدین دارالحکومه را تصرف و بر اوضاع شهر چیره شدند و با روحیهٔ مضاعف به تجهیز داوطلبان و آموزش نظامی آن‌ها برآمدند.
رویداد باغ مدیریه نه تنها مظهر خشم و نارضایتی گیلانیان علیه ظلم حکام وقت گردید، بلکه بازتاب آن در سراسر ایران روحی تازه به مشروطه طلبان و آزادی خواهان داد و بلادرنگ برخی افراد حکومتی که موضوع انقلاب مشروطه را جدی دیدند به صف مخالفین حکومت پیوستند.
از این دست می‌توان به سپهدار تنکابنی اشاره کرد که پس از واقعه باغ مدیریه و به محض این‌که وکیل التجار یزدی و ناصرالاسلام ندامانی مأمور شدند تا به تنکابن رفته و از او بخواهند رهبری مجاهدین شمال را به عهده بگیرد، به سرعت این پیشنهاد پذیرفت و بلافاصله با چند تن از نزدیکان خود و حدود پانصد نفر تفنگچی وارد رشت شد و اداره امور فرماندهی نیروهای انقلابی را به دست گرفت و برای فتح پایتخت به سوی تهران حرکت نمود.

## پیامدها
- قتل شیخ علی فومنی